# Bernd Rosenberger (Mathematiker)
Bernd Rosenberger (* 2. November 1944 in Bad Ziegenhals, Oberschlesien) ist ein deutscher Kommunalpolitiker und außerplanmäßiger Professor für Mathematik an der Technischen Universität Kaiserslautern im Ruhestand.

## Leben
Bernd Rosenberger ist in Rheinberg aufgewachsen und machte dort 1964 sein Abitur. Nach seinem Abitur studierte er von 1964 bis 1969 an der Universität in Bonn und schloss dort nach seinem Diplom mit einer Promotion bei Eberhard Schock (Dissertation: F-Normideale von Operatoren in normierten Räumen und ihre Anwendung auf nukleare lokalkonvexe Räume) im Jahr 1970 sein Studium ab. Nach seiner Habilitation 1977 an der Universität Kaiserslautern wurde er im Fachbereich Mathematik außerplanmäßiger Professor und Akademischer Direktor mit dem Arbeitsbereich Funktionalanalysis und vor allem verantwortlich für die mathematische Ausbildung der Ingenieure.
Er ist seit 2008 im Verwaltungsrat der Stadtsparkasse Kaiserslautern und seit 2009 stellvertretender Aufsichtsratsvorsitzender der TWK.
Er engagiert sich seit 1979 in diversen katholischen Pfarrgemeinderäten in Trippstadt und in der Stadt Kaiserslautern und ist seit 1980 bei der Telefonseelsorge. Er war von 1987 bis 2009 Mitglied im Zentralkomitee der deutschen Katholiken (ZdK) und von 1997 bis 2001, sowie 2005–2009 Mitglied im Hauptausschuss des ZdK und Sprecher für Umwelt und Technik. Bernd Rosenberger ist Landesvorsitzender der Organisation donum vitae und Mitglied im Stiftungsrat.
Rosenberger ist seit 1969 mit Marianne Rosenberger, geborene Sonderkamp, verheiratet und hat drei Kinder und vier Enkelkinder.

## Politik
Von 1979 bis 1984 saß Bernd Rosenberger für die CDU im Ortsgemeinderat Trippstadt und ist seit 2000 im Stadtrat der Stadt Kaiserslautern. Dort war er von 2002 bis 2007 stellvertretender Fraktionsvorsitzender und von 2007 bis 2014 Fraktionsvorsitzender. Er ist Mitglied im Rechnungsprüfungs-, Bau-, Haupt- und Finanz-, Personal- und Umweltausschuss. Bei der Landtagswahl 2011 war er Landtagskandidat der CDU im Wahlkreis Kaiserslautern I und erreichte 26,8 Prozent der Erststimmen; er unterlag dabei der SPD-Kandidatin Ruth Leppla.

## Schriften
- mit Helmut Neunzert Schlüssel zur Mathematik, Econ Verlag 1991, 2. Auflage als Oh Gott Mathematik?, Teubner, 1997
- mit Neunzert Stichwort Mathematik, Knaur-Verlag, München 1993